# أوركسترا دوبيوك السيمفونية
أوركسترا دوبيوك السيمفونية Dubuque Symphony Orchestra هي أوركسترا مقرها في دوبوك بولاية آيوا. 

## الموسيقيين البارزين

### بيانو
- بروس بروبيكر، بيانو 1993
- روبرت توب، بيانو 2000 و2002
- رادوسلاف كفابيل، بيانو 1997
- نافاه بيرلمان، بيانو 2002
- أنطونيو بومبا بالدي، بيانو 2005
- جون ناكاماتسو، بيانو 2005

### كمان
- لين تشانغ، كمان 1980
- بيني كيم، كمان 1984
- راشيل لي، كمان 2002
- روبرت مكدوفي، كمان 1985
- جينيفر كوه، كمان 1993، 1995
- جوديث إنجولفسون، كمان 2006
- مارك أوكونور، كمان وملحن 1997، 2007

### التشيلو
- مارك كوسوفير، تشيلو 1996
- زويل بيلي، التشيلو 2005

### آخرون
- جورج زوكرمان، الباسون، 1996